# Куп Србије у рагбију 15
Куп Србије у рагбију је национални куп који се игра од 2006. године, након одвајања Србије и Црне Горе. Куп се игра по правилима рагби уније (Рагби 15).

## Освајачи купа Србије у рагбију 15
| Време | Место             | Победник                            | Резултат                 | Финалиста                           |
| ----- | ----------------- | ----------------------------------- | ------------------------ | ----------------------------------- |
| 2007. |                   | Рагби клуб Дорћол                   |                          | Рагби клуб Партизан                 |
| 2008. |                   | Рагби клуб Партизан                 |                          | Краљевски београдски рагби клуб     |
| 2009. | Ада Циганлија     | Рагби клуб Победник                 | 17:13                    | Краљевски београдски рагби клуб     |
| 2010. | Ада Циганлија     | Краљевски београдски рагби клуб     | 20:0                     | Рагби клуб Победник                 |
| 2011. | СЦ Кошутњак       | Рагби клуб Партизан                 | 24:10                    | Краљевски београдски рагби клуб     |
| 2012. | Жарково           | Рагби клуб Победник                 | 25:22                    | Краљевски београдски рагби клуб     |
| 2013. | СЦ Милиционар     | Рагби клуб Победник                 | 130:7                    | Рагби клуб Крушевац                 |
| 2014. | Ада Циганлија     | Београдски рагби клуб Црвена звезда | 23:18                    | Рагби клуб Победник                 |
| 2015. | Ада Циганлија     | Рагби клуб Партизан                 | 21:13                    | Београдски рагби клуб Црвена звезда |
| 2016. | Ада Циганлија     | Београдски рагби клуб Црвена звезда | 20:18                    | Рагби клуб Партизан                 |
| 2017. | Ада Циганлија     | Рагби клуб Рад                      | 26:10                    | Рагби клуб Партизан                 |
| 2018. | Ада Циганлија     | Рагби клуб Рад                      | 38:12                    | Београдски рагби клуб Црвена звезда |
| 2019. | Старчево          | Рагби клуб Партизан                 | 35:10                    | Београдски рагби клуб Црвена звезда |
| 2020. | Старчево          | Рагби клуб Рад                      | 15:12                    | Београдски рагби клуб Црвена звезда |
| 2021. | Старчево          | Рагби клуб Партизан                 | 50:17                    | Београдски рагби клуб Црвена звезда |
| 2022. | Додељена          | Рагби клуб Рад                      | 25:0 (службени резултат) | Рагби клуб Партизан                 |
| 2023. | Петровац на Млави | Рагби клуб Рад                      | 90:10                    | Рагби клуб Торпедо Млава            |

*Напомена: Краљевски београдски рагби клуб преименован је 2014. године у Београдски рагби клуб Црвена звезда, а Победник у Рад.

## Успешност клубова
| Клуб                                                                  | Освајач | Финалиста | Година (освајач)                                | Година (финалиста)                                    |
| --------------------------------------------------------------------- | ------- | --------- | ----------------------------------------------- | ----------------------------------------------------- |
| Рагби клуб Победник / Рад                                             | 8       | 2         | 2009, 2012, 2013, 2017, 2018, 2020, 2022, 2023. | 2010, 2014.                                           |
| Рагби клуб Партизан                                                   | 5       | 4         | 2008, 2011, 2015, 2019, 2021.                   | 2007, 2016, 2017, 2022.                               |
| Краљевски београдски рагби клуб / Београдски рагби клуб Црвена звезда | 3       | 9         | 2010, 2014, 2016.                               | 2008, 2009, 2011, 2012, 2015, 2018, 2019, 2020, 2021. |
| Рагби клуб Дорћол                                                     | 1       | -         | 2007.                                           | -                                                     |
| Рагби клуб Крушевац                                                   | -       | 1         | -                                               | 2013.                                                 |
| Рагби клуб Торпедо Млава                                              | -       | 1         | -                                               | 2023.                                                 |